# Campeonato Sul-Americano de Rugby de 1964
O Campeonato Sul-Americano de Rugby de 1964 foi a IV edição deste evento. Este torneio foi sediado no Brasil, com as partidas sendo realizadas na cidade de São Paulo, no campo do São Paulo Athletic Club (SPAC). Além dos anfitriões, se fizeram presentes as seleções de Argentina, Chile e Uruguai.
Os argentinos, com uma campanha invicta, conquistaram a competição. Os brasileiros ficaram com o histórico vice-campeonato, que por décadas seria a melhor campanha do rugby nacional masculino.

## Jogos
| 16 de agosto de 1964 |         |       |           |
| Brasil               | 16 – 16 | Chile | São Paulo |
|                      |         |       | São Paulo |

| 16 de agosto de 1964 |        |         |           |
| Argentina            | 25 – 6 | Uruguai | São Paulo |
|                      |        |         | São Paulo |

| 18 de agosto de 1964 |        |           |           |
| Brasil               | 8 – 30 | Argentina | São Paulo |
|                      |        |           | São Paulo |

| 18 de agosto de 1964 |        |         |           |
| Chile                | 8 – 15 | Uruguai | São Paulo |
|                      |        |         | São Paulo |

| 20 de agosto de 1964 |        |       |           |
| Argentina            | 30 – 8 | Chile | São Paulo |
|                      |        |       | São Paulo |

| 20 de agosto de 1964 |        |         |           |
| Brasil               | 15 – 8 | Uruguai | São Paulo |
|                      |        |         | São Paulo |

### Classificação
| Seleção   | Vitórias | Empates | Derrotas | Pontos a favor | Pontos contra | Pontos +/- | Pontos |
| --------- | -------- | ------- | -------- | -------------- | ------------- | ---------- | ------ |
| Argentina | 3        | 0       | 0        | 85             | 22            | +63        | 6      |
| Brasil    | 1        | 1       | 1        | 39             | 54            | -15        | 3      |
| Uruguai   | 1        | 0       | 2        | 29             | 48            | -19        | 2      |
| Chile     | 0        | 1       | 2        | 32             | 61            | -29        | 1      |

Pontuação: Vitória = 2, Empate = 1, Derrota = 0 

## Campeão
| Campeonato Sul-Americano de Rugby 1964 |
| -------------------------------------- |
| ARGENTINA Campeã (4º título)           |